# گرگوری مرتنز
گرگوری مرتنز (انگلیسی: Gregory Mertens؛ ۲۱ فوریهٔ ۱۹۹۱ – ۳۰ آوریل ۲۰۱۵) یک بازیکن فوتبال اهل بلژیک بود.
از باشگاه‌هایی که در آن بازی کرده‌است می‌توان به خنت، و اندرلشت اشاره کرد. مرتیز در ژانویه ۲۰۱۴ از سرکل بروژ به لوسرن پیوست و در ۱۵ بازی برای این تیم حضور یافت.
وی همچنین در تیم ملی فوتبال زیر ۱۹ سال و زیر ۲۱ سال بلژیک بازی کرده است.

## درگذشت
گرگوری مرتنز همه آزمایش‌های پزشکی مورد تأیید یوفا را پیش از شروع فصل با موفقیت پشت سر گذاشته بود و جزو سالم‌ترین بازیکنان باشگاه محسوب می‌شد.
مرتنز در روز ۲۷ آوریل ۲۰۱۵ جریان نیمه اول بازی لوکه‌رن مقابل خنک بیهوش و به بیمارستان منتقل شد و تحت احیای قلبی قرار گرفت. هنگامی که مرتنز به بیمارستان انتقال یافت و در آنجا با کمک دستگاه به مدت سه روز در کما به سر برد، پزشکان اعلام کرده بودند که وی برای زنده ماندن شانس کمی دارد. مرتنز سرانجام در روز پنجشنبه ۳۰ آوریل ۲۰۱۵ به دلیل مشکلات قلبی در سن ۲۴ سالگی درگذشت. خانواده گرگوری مرتنز با خاموش کردن دستگاه تنفس مصنوعی موافقت کردند.

به گفته باشگاه لوسرن هنوز علت دقیق مشکل قلبی گرگوری مرتینز مشخص نشده است. انتشار بیانیه‌ای توسط باشگاه درباره مرگ مرتنز: 
«گروه پزشکی همه تلاش خود را برای نجات گرگوری انجام دادند اما سرانجام به ناتوانی خود در نجات جان او اذعان کردند. گرگوری ساعت ۱۶:۳۰ (به وقت محلی) درگذشت. گرگوری تنها یک سال و نیم در باشگاه بود اما فروتنی او در این مدت کوتاه او را به فردی دوست داشتنی تبدیل کرد. حال باید با فقدان او روبرو شویم.»